# Noumoudara
Noumoudara est une commune rurale située dans le département de Péni de la province du Houet dans la région des Hauts-Bassins au Burkina Faso.

## Géographie
Noumoudara se trouve à 26 km au sud-ouest du centre de Bobo-Dioulasso, au pied de la falaise de Banfora.
La commune est traversée par la route nationale 7. Bien que traversée également par la ligne de chemin de fer allant à Ouagadougou, Noumoudara ne possède ni gare, ni halte ferroviaire ; l'arrêt le plus proche est celui de la gare de Péni.

## Économie

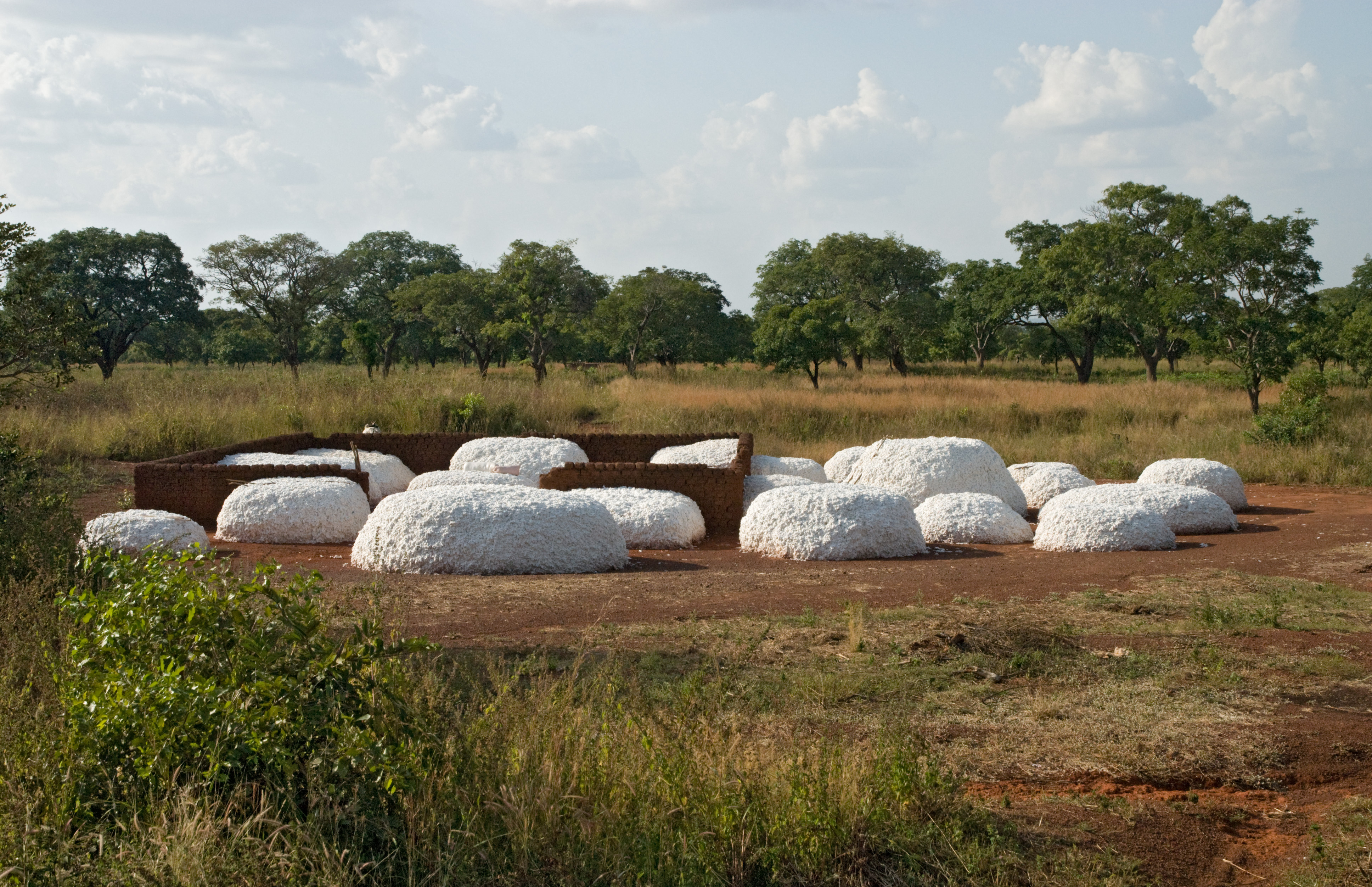
Collecte des balles de coton à Noumoudara en 2014.

L'économie de Noumoudara est en partie liée à la culture du coton.

## Éducation et santé
Le centre de soins le plus proche de Noumoudara est le centre de santé et de promotion sociale (CSPS) de Péni.